# Joseph Python
Joseph Python, né le 15 décembre 1883 à Saint-Étienne (Loire) et mort le 27 janvier 1944 au Cannet (Alpes-Maritimes), est un homme politique radical-socialiste et Résistant français.

## Biographie
Avocat au barreau de Grenoble, il s'installe en 1905 à Paris et plaide dans de nombreuses affaires pénales médiatiques. Il est l'avocat conseil des Auvergnats de Paris et président de leur société littéraire "la Musette". Il est député du Puy-de-Dôme de 1910 à 1914, inscrit au groupe de la Gauche radicale. Il fonde en 1923 l'Union des Jeunes avocats. Résistant dès 1940, il meurt en 1944 à la suite des mauvais traitements infligés par la Gestapo.
Une rue du 20e arrondissement de Paris porte son nom depuis 1956.

## Sources
- « Joseph Python », dans le Dictionnaire des parlementaires français (1889-1940), sous la direction de Jean Jolly, PUF, 1960 [détail de l’édition]